# Гравитационное красное смещение
Гравитационное красное смещение — проявление эффекта изменения частоты испущенного некоторым источником света (любых электромагнитных волн) по мере удаления от массивных объектов, таких как звёзды и чёрные дыры; оно наблюдается как сдвиг спектральных линий в излучении источников, близких к массивным телам, в красную область спектра. Свет, приходящий из областей с более слабым гравитационным полем, испытывает гравитационное синее смещение.
Эффекты смещения не ограничиваются исключительно электромагнитным излучением, а проявляются во всех периодических процессах — вдали от массивного объекта де-бройлевские частоты элементарных частиц (фотонов, электронов, протонов) выше, чем на его поверхности, и все процессы идут с большей скоростью. Данный эффект является одним из частных проявлений гравитационного замедления времени.

## Определение
Гравитационное красное смещение принято обозначать символом {\displaystyle z_{G}} :
{\displaystyle z_{G}={\frac {\lambda -\lambda _{0}}{\lambda _{0}}}={\frac {\nu _{0}-\nu }{\nu }}} ,
где:
{\displaystyle \nu } и {\displaystyle \lambda } — измеренная частота и длина волны фотона,
{\displaystyle \nu _{0}} и {\displaystyle \lambda _{0}} — лабораторная частота и длина волны фотона.
Гравитационное красное смещение было предсказано А. Эйнштейном (1911) при разработке общей теории относительности (ОТО), и в слабых гравитационных полях приблизительно равно
{\displaystyle z_{G}={\frac {\varphi -\varphi _{0}}{c^{2}}}={\frac {GM}{c^{2}r}}-{\frac {GM}{c^{2}R}}} ,
где:
{\displaystyle z_{G}} — относительное смещение спектральных линий под влиянием гравитации,
{\displaystyle \varphi =-{\frac {GM}{R}}} и {\displaystyle \varphi _{0}=-{\frac {GM}{r}}} — значения гравитационного потенциала в точках наблюдения и излучения соответственно,
{\displaystyle G} — гравитационная постоянная Ньютона;
{\displaystyle M} — масса гравитирующего тела,
{\displaystyle c} — скорость света,
{\displaystyle r} — радиальное расстояние от центра масс тела до точки излучения,
{\displaystyle R} — радиальное расстояние от центра масс тела до точки наблюдения.
Для света, излучаемого на расстоянии {\displaystyle r} от центра масс массивного тела и принимаемого на бесконечности ({\displaystyle R=\infty }), гравитационное красное смещение приблизительно равно:
{\displaystyle z_{G}={\frac {GM}{c^{2}r}}.}
Поскольку первая космическая скорость на расстоянии {\displaystyle r} от тела массой {\displaystyle M} равна
{\displaystyle V_{I}={\sqrt {\frac {GM}{r}}},} то формула для красного смещения может принять следующий вид:
{\displaystyle z_{G}={\frac {V_{I}^{2}}{c^{2}}}.}
Универсальная формула для изменения частоты, приложимая в любой
метрической теории гравитации в условиях применимости приближения геометрической оптики (эйконала):
{\displaystyle {\frac {\nu _{r}}{\nu _{e}}}={\frac {s_{e}}{s_{r}}}={\frac {{\vec {u}}_{r}\cdot {\vec {k}}_{r}}{{\vec {u}}_{e}\cdot {\vec {k}}_{e}}},}
где
{\displaystyle \nu _{r}} и {\displaystyle \nu _{e}} — частоты принятого (recieved) и излучённого (emitted) сигнала, соответственно,
{\displaystyle s_{r}} и {\displaystyle s_{e}} — собственные времена колебаний,
{\displaystyle u_{r}} и {\displaystyle u_{e}} — 4-скорости приёмника и источника, а
{\displaystyle k_{r}} и {\displaystyle k_{e}} представляют собой касательный светоподобный вектор (волновой 4-вектор сигнала), параллельно перенесённый вдоль траектории распространения сигнала.

## История
Ослабление энергии света, излучаемого звёздами с сильной гравитацией, было предсказано Джоном Митчеллом ещё в 1783 году, на основе корпускулярного представления о свете, которого придерживался Исаак Ньютон. Влияние гравитации на свет исследовали в своё время Пьер-Симон Лаплас и Иоганн фон Зольднер (1801 год) задолго до того, как Альберт Эйнштейн в статье 1911 года о свете и гравитации вывел свой вариант формулы для этого эффекта.
Филипп Ленард обвинил Эйнштейна в плагиате за то, что он не процитировал более раннюю работу Зольднера — однако, принимая во внимание, насколько эта тема была забыта и заброшена до того момента, как Эйнштейн вернул её к жизни, практически не подлежит сомнению, что Эйнштейн не был знаком с предыдущими работами. В любом случае, Эйнштейн пошёл намного дальше своих предшественников и показал, что ключевым следствием из гравитационного красного смещения является гравитационное замедление времени. Это была очень оригинальная и революционная идея. Эйнштейн впервые предположил, что потерю энергии фотоном при переходе в область с более высоким гравитационным потенциалом можно объяснить через разность хода времени в точках приёма и передачи сигнала. Энергия кванта электромагнитного излучения пропорциональна его частоте согласно формуле {\displaystyle E=\hbar \omega ,} где {\displaystyle \hbar } — редуцированная постоянная Планка. Таким образом, если время для приёмника и передатчика течёт с разной скоростью, наблюдаемая частота излучения, а вместе с ней и энергия отдельных квантов, тоже будет различной для приёмника и передатчика.
В 2010 году физикам удалось измерить эффект замедления в лабораторных условиях.

## Важные моменты
- Для наблюдения гравитационного красного смещения приёмник должен находиться в месте с более слабым гравитационным потенциалом, чем источник.
- Существование гравитационного красного смещения подтверждается многочисленными экспериментами, которые год от года проводятся в различных университетах и лабораториях по всему миру.
- Гравитационное красное смещение предсказывается не только в теории относительности. Другие теории гравитации тоже предсказывают гравитационное красное смещение, хотя объяснения могут отличаться.
- Гравитационное красное смещение проявляется, но не ограничивается Шварцшильдовским решением уравнений общей теории относительности — при этом масса {\displaystyle M}, указанная ранее, может быть массой вращающегося или заряженного тела.

## Экспериментальное подтверждение
Эксперимент Паунда и Ребки 1960 года продемонстрировал существование гравитационного красного смещения спектральных линий. Эксперимент был осуществлён в башне Лаймановской лаборатории физики Гарвардского университета с использованием эффекта Мёссбауэра; источник и поглотитель гамма-квантов (ядра железа-57) находились друг от друга на расстоянии 22,5 м по вертикали в гравитационном поле Земли. Относительный сдвиг частоты в этих условиях составлял 2,57⋅10−15.

## Применение
Гравитационное красное смещение активно применяется в астрофизике. Релятивистская поправка на гравитационное красное смещение вводится в бортовые часы спутников глобальных систем позиционирования GPS и ГЛОНАСС.

## Связь с замедлением времени
Гравитационное замедление времени — физическое явление, заключающееся в изменении темпа хода времени (и, соответственно, часов) в гравитационном потенциале. Основная сложность в восприятии этого обстоятельства состоит в том, что в теориях гравитации временная координата обычно не совпадет с физическим временем, измеряемым стандартными атомными часами.
При использовании формул общей теории относительности для расчёта изменения энергии и частоты сигнала (при условии, что мы пренебрегаем эффектами зависимости от траектории, вызванными, например, увлечением пространства вокруг вращающейся чёрной дыры) гравитационное красное смещение в точности обратно величине фиолетового смещения. Таким образом, наблюдаемое изменение частоты соответствует относительной разности скорости хода часов в точках приёма и передачи.
В то время как гравитационное красное смещение измеряет наблюдаемый эффект, гравитационное замедление времени говорит, что можно заключить на основании результатов наблюдения. То есть, говоря иными словами: измеряя единое красное/фиолетовое смещение для любого способа посылки сигналов «оттуда»—"сюда", мы приходим к выводу, что одинаковые с нашими часы там идут «как-то не так», быстрее или медленнее.
Для статического гравитационного поля, гравитационное красное смещение можно полностью объяснить разностью темпа хода времени в точках с различным гравитационным потенциалом. Процитируем Вольфганга Паули: «В случае статического гравитационного поля всегда можно так выбрать временную координату, чтобы величины gik от неё не зависели. Тогда число волн светового луча между двумя точками P1 и P2 также будет независимым от времени и, следовательно, частота света в луче, измеренная в заданной шкале времени, будет одинаковой в P1 и P2 и, таким образом, независимой от места наблюдения.»
Однако согласно современной метрологии время определяют локально для произвольной мировой линии наблюдателя (в частном случае — для одной и той же точки пространства с течением времени) через тождественные атомные часы (см. определение секунды). При таком определении времени темп хода часов строго задан и будет различаться от линии к линии (от точки к точке), в результате чего имеющаяся разность частот, например, в опыте Паунда — Ребки, или красное смещение спектральных линий, излучённых с поверхности Солнца или нейтронных звёзд, находит своё объяснение в разности темпа хода физического времени (измеряемого стандартными атомными часами) между точками излучения и приёма. В самом деле, так как скорость света считается постоянной величиной, то длина волны жёстко связана с частотой {\displaystyle \lambda =cT=c/\nu }, поэтому изменение длины волны равносильно изменению частоты и обратно.
Если в некоторой точке излучаются, например, сферические вспышки света, то в любом месте в области с гравитационным полем координатные «временные» интервалы между вспышками можно сделать одинаковыми — путём соответствующего выбора временной координаты. Реальное же изменение измеряемого временного интервала определяется разностью темпа хода стандартных тождественных часов между мировыми линиями излучения и приёма. При этом в статическом случае абсолютно неважно, чем конкретно ведётся передача сигналов: световыми вспышками, горбами электромагнитных волн, акустическими сигналами, пулями или бандеролями по почте — все способы передачи будут испытывать абсолютно одинаковое «красное/фиолетовое смещение».
В нестационарном же случае вообще точным и инвариантным образом отделить «гравитационное» смещение от «доплеровского» невозможно, как например, в случае расширения Вселенной. Эти эффекты — одной природы, и описываются общей теорией относительности единым образом. Некоторое усложнение явления красного смещения для электромагнитного излучения возникает при учёте нетривиального распространения излучения в гравитационном поле (эффекты динамического изменения геометрии, отклонений от геометрической оптики, существования гравитационного линзирования, гравимагнетизма, увлечения пространства и так далее, которые делают величину смещения зависящей от траектории распространения света), но эти тонкости не должны затенять исходной простой идеи: скорость хода часов зависит от их положения в пространстве и времени.
В ньютоновской механике объяснение гравитационного красного смещения принципиально возможно — опять-таки через введение влияния гравитационного потенциала на ход часов, но это очень сложно и непрозрачно с концептуальной точки зрения. Распространённый способ выведения красного смещения как перехода кинетической энергии света {\displaystyle E=\hbar \omega } в потенциальную в самой основе апеллирует к теории относительности и не может рассматриваться как правильный. В эйнштейновской теории гравитации красное смещение объясняется самим гравитационным потенциалом: это не что иное, как проявление геометрии пространства-времени, связанной с относительностью темпа хода физического времени.

## Вывод на основе принципа эквивалентности
Гравитационное красное смещение является следствием принципа эквивалентности.
Рассмотрим сначала распространение фотона в однородном гравитационном поле вдоль линий напряжённости поля из точки с меньшим потенциалом гравитационного поля в точку с большим потенциалом. Согласно принципу эквивалентности, наличие гравитационного поля напряжённости {\displaystyle g} в инерциальной системе отсчёта эквивалентно ускоренному движению системы отсчёта с ускорением {\displaystyle -g} в отсутствие гравитационного поля. То есть в данном опыте можно заменить наличие поле тяготения предположением о движении источника и приёмника с ускорением {\displaystyle a=-g}, которое направлено вверх. Если считать, что излучение волны с частотой {\displaystyle \nu } происходит в тот момент, когда скорость источника равна нулю, то спустя время {\displaystyle \Delta t={\frac {h}{c}}}, когда волна достигнет приёмника, его скорость будет равна {\displaystyle v=g\Delta t={\frac {gh}{c}}}. При вычислении относительной скорости {\displaystyle v} в формуле эффекта Доплера {\displaystyle {\frac {\Delta \nu }{\nu }}={\frac {v}{c}}} скорость источника следует брать в момент излучения, а скорость приёмника — в момент прихода волны. Поэтому использование этой формулы показывает, что вследствие эффекта Доплера будет наблюдаться сдвиг частоты, равный
{\displaystyle {\frac {\Delta \nu }{\nu }}=-{\frac {gh}{c^{2}}}.}
Обобщение этой формулы для случая неоднородного гравитационного поля имеет вид
{\displaystyle {\frac {\Delta \nu }{\nu }}=-\int _{r_{0}}^{r_{1}}{\frac {g(x)}{c^{2}}}dx.}
Согласно закону всемирного тяготения Ньютона {\displaystyle g(x)=G{\frac {M}{x^{2}}}}. Таким образом
{\displaystyle {\frac {\Delta \nu }{\nu }}=-\int _{r_{0}}^{r_{1}}{\frac {G{\frac {M}{x^{2}}}}{c^{2}}}dx=-{\frac {GM}{c^{2}}}\left({\frac {1}{r_{0}}}-{\frac {1}{r_{1}}}\right).}

## Эвристический вывод гравитационного красного смещения из метрических свойств пространства-времени
Гравитационное красное смещение можно получить, используя закон сложения скоростей.
Рассмотрим установку, состоящую из источника сигнала (к примеру, пуль) и приёмника. Расстояние между ними, измеренное в неподвижной системе отсчёта, обозначим {\displaystyle l}. При этом установка двигается в пустоте с постоянным ускорением {\displaystyle {\vec {a}}} относительно неподвижной системы отсчёта, что, согласно принципу эквивалентности, равнозначно помещению установки в однородное гравитационное поле.
Далее, поместим в приёмник и источник одинаковые часы {\displaystyle \tau _{out}=\tau _{in}}, и попросим наблюдателя, который находится в точке «приёмника», сравнить их ход. Своё собственное время {\displaystyle \tau _{in}} он измерит непосредственно, а чтобы измерить ход времени в точке «источника», он будет измерять частоту приходящего сигнала. Скорость пули относительно «источника» обозначим как {\displaystyle w}, скорость самого источника в момент посылки сигнала {\displaystyle v.} Тогда, пользуясь законом сложения скоростей, получаем скорость пули {\displaystyle u} в неподвижной системе:
{\displaystyle u={\frac {w+v}{1+wv/c^{2}}}={\frac {c^{2}(w+v)}{c^{2}+wv}}.\qquad (1)}
На преодоление расстояния {\displaystyle l} сигнал затратит время {\displaystyle t,} а приемник за это время сместится на {\displaystyle vt+at^{2}/2.} Отсюда получаем уравнение:
{\displaystyle ut=l+vt+at^{2}/2,}
решив которое относительно {\displaystyle t,} получим:
{\displaystyle t={\frac {u-v}{a}}\cdot \left[1\pm \left(1-{\frac {2al}{(u-v)^{2}}}\right)^{-1/2}\right]}
или приближённо:
{\displaystyle t={\frac {u-v}{a}}\cdot \left[1\pm \left(1+{\frac {la}{(u-v)^{2}}}+\cdots \right)\right].}
Таким образом, приходим к двум решениям:
{\displaystyle t_{1}=-{\frac {l}{u-v}},\qquad t_{2}=2{\frac {u-v}{a}}+{\frac {l}{u-v}}.}
Очевидно, что первое решение в данном случае — лишнее.
Подставим {\displaystyle u} из формулы (1) в формулу для {\displaystyle t} и при этом ограничимся {\displaystyle w} и {\displaystyle v} столь малыми, чтобы мы могли отбросить малые члены порядка {\displaystyle w^{2}} и {\displaystyle v^{2}:}
{\displaystyle t={\frac {l(c^{2}+wv)}{wc^{2}}}=l\left({\frac {1}{w}}+{\frac {v}{c^{2}}}\right).}
Скорость установки за время {\displaystyle \tau }, разделяющее посылку двух последовательных сигналов, увеличится на {\displaystyle a\tau } и станет равной {\displaystyle v+a\tau }. Поэтому разница во времени прохождения двух последовательных сигналов составит:
{\displaystyle \Delta t=\Delta \tau =l\left({\frac {1}{w}}+{\frac {v+a\tau _{0}}{c^{2}}}\right)-l\left({\frac {1}{w}}+{\frac {v}{c^{2}}}\right)={\frac {al\tau _{0}}{c^{2}}},}
и в итоге
{\displaystyle {\frac {\Delta \tau }{\tau _{0}}}={\frac {al}{c^{2}}}\Longleftrightarrow \tau _{1}=\tau _{0}\left(1+{\frac {al}{c^{2}}}\right).}
Изменениями {\displaystyle l} и {\displaystyle \tau } (функции скорости) мы пренебрегли, как величинами соответствующего порядка малости.
Итак, часы идут медленнее, если они установлены вблизи весомых масс. Отсюда следует, что спектральные линии света, попадающего к нам с поверхности больших звёзд, должны сместиться к красному концу спектра.А. Эйнштейн
Для частоты получим:
{\displaystyle {\frac {\Delta \nu }{\nu _{0}}}={\frac {al}{c^{2}}}\Longleftrightarrow \nu _{1}=\nu _{0}\left(1-{\frac {al}{c^{2}}}\right).}
Обозначив разность гравитационных потенциалов на поверхности звезды и поверхности Земли как {\displaystyle \Delta \Phi =-al,} получим:
{\displaystyle \tau _{1}=\tau _{0}\left(1-{\frac {\Delta \Phi }{c^{2}}}\right);\qquad \nu _{1}=\nu _{0}\left(1+{\frac {\Delta \Phi }{c^{2}}}\right).}
Эти выражения были выведены Эйнштейном в 1907 году для случая {\displaystyle \Delta \Phi /c^{2}\ll 1}.